# Jan Kobylański (pułkownik)

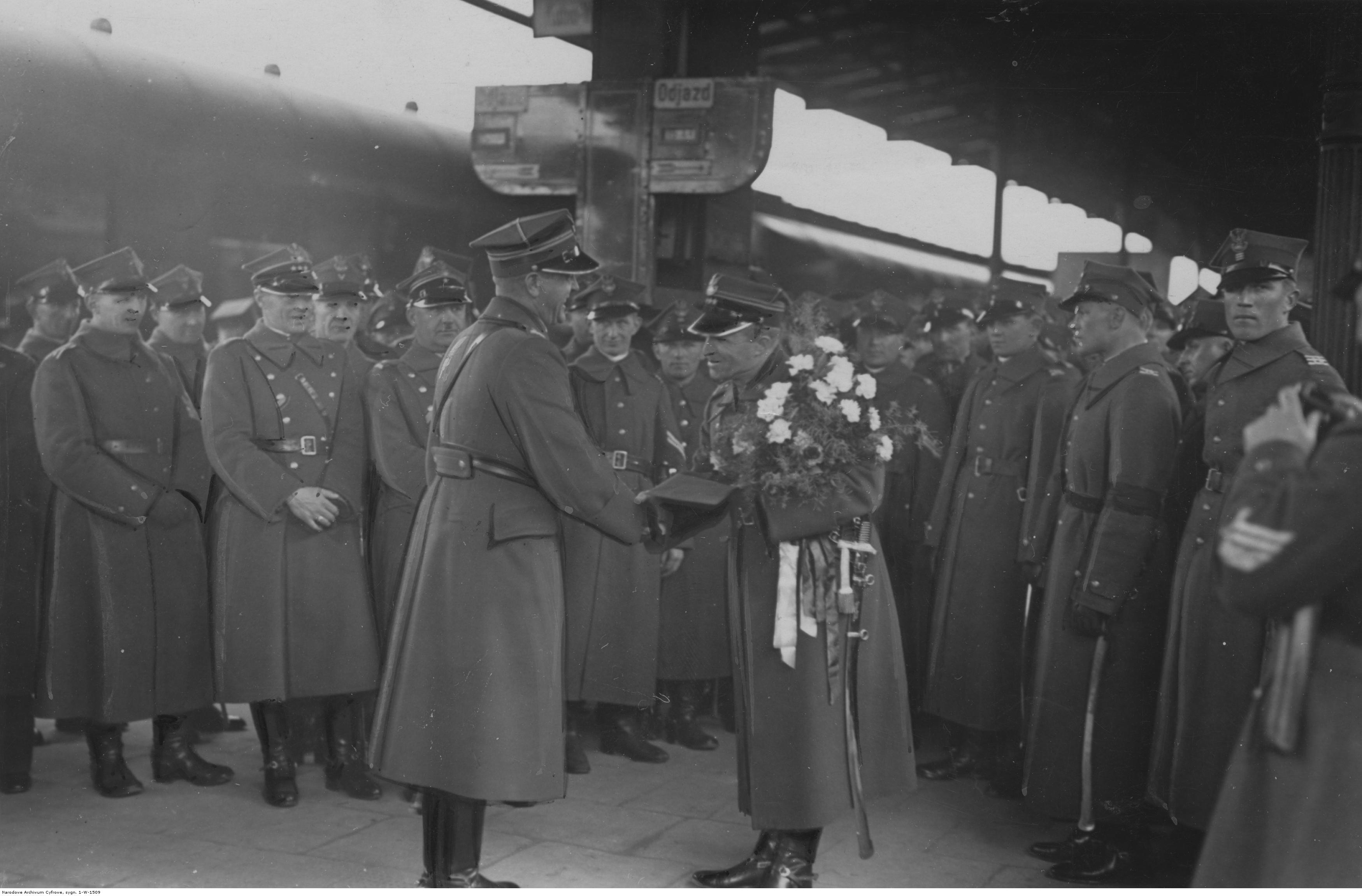
Szef sztabu 14 DP mjr Jan Kobylański żegna na dworcu wieloletniego dowódcę 14 pal płk. Michała Gałązkę.

Jan Kobylański (ur. 12 lipca 1895 w Wilnie, zm. 30 czerwca 1947) – pułkownik dyplomowany Wojska Polskiego.

## Życiorys
Urodził się 12 lipca 1895 w Wilnie, w rodzinie Jana Adama i Marii z Iwaszkiewiczów. Po zakończeniu I wojny światowej i odzyskaniu przez Polskę niepodległości został przyjęty do Wojska Polskiego. 1 czerwca 1921 roku pełnił służbę w Dowództwie 4 Armii, a jego oddziałem macierzystym był Wileński Pułk Strzelców.
Został awansowany na stopień kapitana uzbrojenia ze starszeństwem z dniem 1 czerwca 1919. W 1923 pełnił służbę w Szefostwie Artylerii i Służby Uzbrojenia Dowództwa Okręgu Korpusu Nr III w Grodnie, pozostając oficerem nadetatowym Okręgowego Zakładu Uzbrojenia Nr III. 13 października 1923 został przydzielony do Wyższej Szkoły Wojennej w Warszawie, w charakterze słuchacza Kursu Normalnego. Z dniem 3 października 1925, po ukończeniu kursu i otrzymaniu dyplomu naukowego oficera Sztabu Generalnego, został przeniesiony do kadry oficerów artylerii przy Departamencie III MSWojsk. z równoczesnym przeniesieniem służbowym do Oddziału IV SG na sześć miesięcy. W marcu 1926 został przeniesiony do korpusu oficerów piechoty i wcielony do 85 Pułku Piechoty z pozostawieniem na przeniesieniu służbowym w Oddziale IV SG. W 1928 był oficerem grodzieńskiego 76 pułku piechoty. 27 stycznia 1930 został mianowany majorem ze starszeństwem z 1 stycznia 1930 i 64. lokatą w korpusie oficerów piechoty. W czerwcu 1932 został przydzielony z Departamentu Piechoty Ministerstwa Spraw Wojskowych do składu osobowego inspektora armii gen.dyw. Tadeusza Piskora. W listopadzie 1933 został przeniesiony do 76 pp na stanowisko dowódcy batalionu. W październiku 1935 został przydzielony do 14 Dywizji Piechoty w Poznaniu na stanowisko szefa sztabu. Na stopień podpułkownika został mianowany ze starszeństwem z 19 marca 1937 i 59. lokatą w korpusie oficerów piechoty. Według stanu z marca 1939 nadal był szefem sztabu 14 Dywizji Piechoty. W czasie kampanii wrześniowej dostał się do niemieckiej niewoli. Przebywał w Oflagu IV B Königstein, a następnie Oflagu VII A Murnau.
Po zakończeniu II wojny światowej był pułkownikiem dyplomowanym ludowego Wojska Polskiego. Od 1 lutego 1947 pełnił stanowisko dowódcy 7 Łużyckiej Dywizji Piechoty. 30 czerwca 1947 poniósł śmierć w katastrofie samochodowej w trakcie walk z UPA. 2 lipca 1947 został pochowany na Cmentarzu Wojskowym na Powązkach w Warszawie (kwatera A6 6-prawa strona-3).

## Ordery i odznaczenia
- Order Krzyża Grunwaldu III klasy[15]
- Krzyż Niepodległości – 16 marca 1933 „za pracę w dziele odzyskania niepodległości”[17]
- Krzyż Walecznych – dwukrotnie (przed 1923)
- Złoty Krzyż Zasługi – 10 listopada 1938 „za zasługi w służbie wojskowej”[18][15]
- Odznaka Pamiątkowa Generalnego Inspektora Sił Zbrojnych – 12 maja 1936